# 錫默斯峰
66°6′S 52°48′E / 66.100°S 52.800°E
錫默斯峰是南極洲的山峰群，位於恩德比地，由3座山峰組成，最高點海拔高度840米，處於克洛斯角東南面21公里和科德林頓山以北18公里，該山峰在1930年被探險隊發現，以隨隊的氣象學家命名。